# Картографічна проєкція

Картографічні проєкції.JPG

Картографічні проєкції — математичні способи зображення земного сфероїда на площині, при яких кожній точці {\displaystyle M} зображуваної поверхні відповідає точка {\displaystyle M'}, яка називається її зображенням на площині. У картографічній проєкції меридіани і паралелі зображено системою прямих чи плоских кривих ліній.
За характером спотворень картографічні проєкції поділяють на рівнокутні, рівновеликі та довільні. За видом зображень нормальної картографічної сітки — на азимутальні, циліндричні, конічні, псевдоконічні, псевдоциліндричні, поліконічні та псевдоазимутальні.

## Спотворення
Будь-яка проєкція має спотворення, воно буває чотирьох видів:
- спотворення довжин
- спотворення кутів
- спотворення площ
- спотворення форм

На різних картах спотворення можуть бути різних розмірів: на великомасштабних вони практично непомітні, а на дрібномасштабних, вони бувають дуже суттєві.

### Спотворення довжин
Спотворення довжин — базове спотворення. Інші спотворення логічно випливають із нього. Спотворення довжин означає несталість масштабу плоского зображення. Воно проявляється у зміні масштабу від точки до точки, і навіть в одній і тій же самій точці залежно від напряму.
Це означає, що на карті існує 2 види масштабу:
- Головний, він підписується на карті, це масштаб еліпсоїда, розгортанням якого отримана карта.

- Власний масштаб — їх нескінченне число на карті, він змінюється від точки до точки і навіть у межах однієї точки.

### Спотворення площ
Спотворення площ логічно випливає зі спотворення довжин. За характеристику спотворення площ беруть відхилення площі еліпса спотворень від початкової площі на еліпсоїді.

### Спотворення кутів
Спотворення кутів логічно випливає зі спотворення довжин. За характеристику спотворення кутів на карті приймають різницю кутів між напрямками на карті і відповідними напрямками на поверхні еліпсоїда.

### Спотворення форм
Спотворення форм — графічне зображення не ідеальності (в геометричному розумінні) форми еліпсоїда.

## Класифікація проєкцій за характером спотворень

### Рівнокутні проєкції
Рівнокутні проєкції — проєкції без спотворень кутів. Досить зручні для вирішення навігаційних завдань. Масштаб залежить тільки від положення точки і не залежить від напряму. Кут на місцевості завжди дорівнює куту на карті, лінія, яка пряма на місцевості — пряма на карті. Прикладом такої проєкції є циліндрична Проєкція Меркатора (1569 р.), яка і в наш час використовується для морських навігаційних карт.

### Рівновеликі проєкції

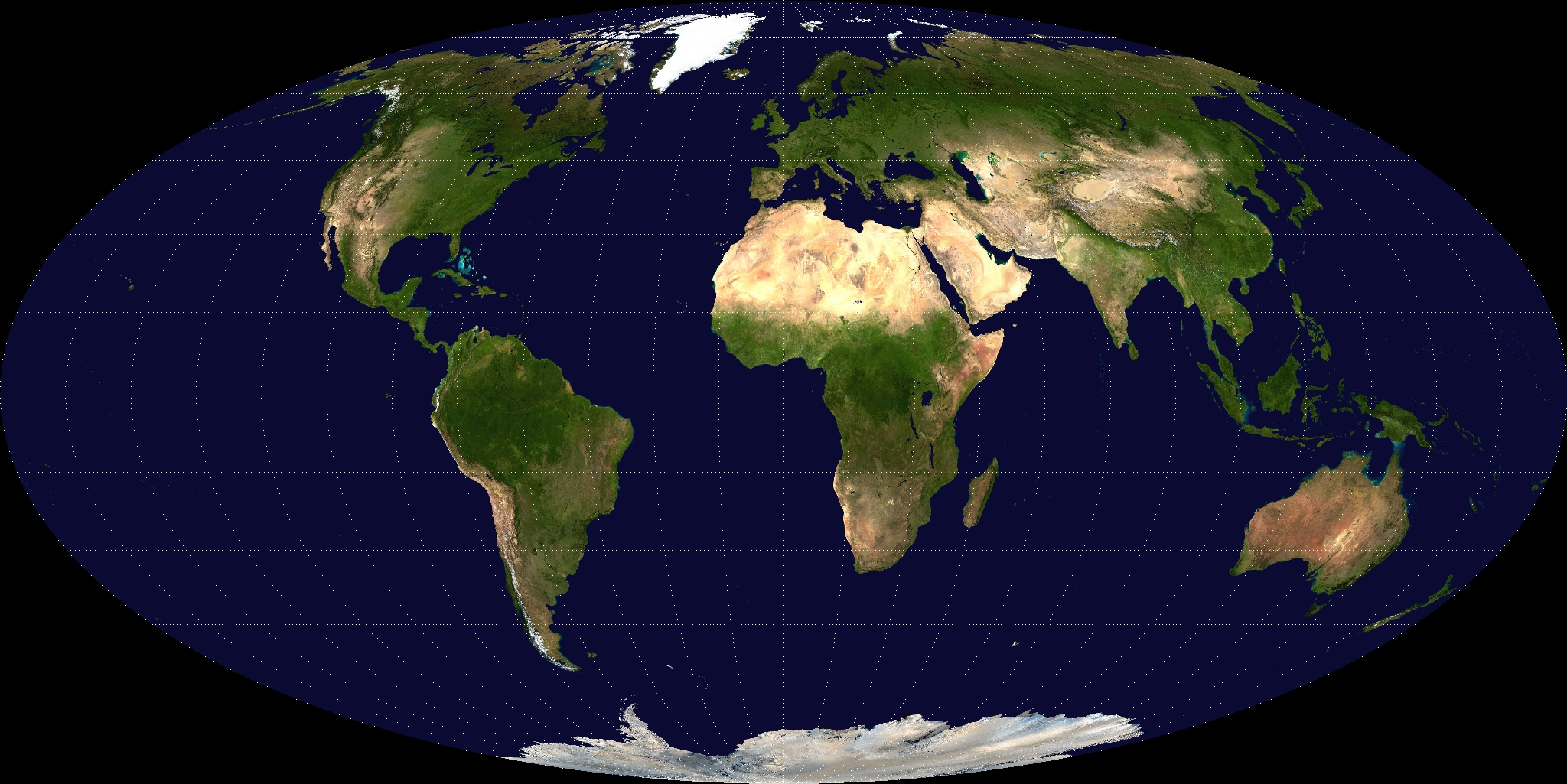
Рівновелика проєкція

У рівновеликих проєкціях відсутнє спотворення площ, але при цьому достатньо сильно спотворюються кути і форми. У такій проєкції зображуються економічні, ґрунтові та інші дрібномасштабні карти.

### Довільні проєкції
Довільні проєкції спотворюють і кути, і площі, але в значно меншій мірі, ніж рівновеликі і рівнокутні проєкції, тому вони вживаються частіше.

## Класифікація проєкцій за видом паралелей і меридіанів нормальної сітки

### Циліндричні проєкції
В прямих циліндричних проєкціях паралелі і меридіани зображуються двома сімействами паралельних прямих ліній, які перпендикулярні між собою. Таким чином задається прямокутна сітка циліндричних проєкцій. У циліндричних проєкціях спотворюються площа об'єктів у високих широтах.
Інтервали між паралелями пропорційні різницям довгот. Інтервали між меридіанами визначаються прийнятим характером зображення або способом проєктування точок земної поверхні на бічну поверхню циліндра. З визначення проєкцій випливає, що сітка меридіанів і паралелей ортогональна. Циліндричні проєкції можна розглядати як окремий випадок конічних, якщо вершина конуса в нескінченності.
За властивостями зображення, проєкції можуть бути рівнокутними, рівновеликими і довільними. Застосовуються прямі, косі і поперечні циліндричні проєкції в залежності від розташування зображуваної області. У косих і поперечних проєкціях меридіани і паралелі зображуються різними кривими, але середній меридіан проєкції, на якому розташовується полюс косої системи, завжди прямий.
Існують різні способи утворення циліндричних проєкцій. Найчастіше використовується проєктування земної поверхні на бічну поверхню циліндра, яка потім розгортається на площину. Циліндр може бути дотичним до земної кулі або січним до неї. У першому випадку довжини зберігаються по екватору, у другому — за двома стандартними паралелями, симетричними відносно екватора.
Циліндричні проєкції застосовуються при складанні карт дрібних і великих масштабів — від загальногеографічних до спеціальних. Так, наприклад, аеронавігаційні маршрутні польотні карти найчастіше складають в косих і поперечних циліндричних рівнокутних проєкціях.

### Конічні проєкції
За характером спотворень конічні проєкції можуть бути різними. Найбільшого поширення набули рівнокутні та рівноінтервальні проєкції. Створення конічних проєкцій можна представити як проєктування земної поверхні на бічну поверхню конуса, певним чином орієнтованого відносно земної кулі(еліпсоїда).
В прямих конічних проєкціях осі земної кулі та конуса збігаються. При цьому конус береться або дотичний, або січний.
Після проєктування бокова поверхня конуса розрізається по одній з твірних і розгортається в площину. При проєктуванні за методом лінійної перспективи виходять перспективні конічні проєкції, що мають тільки проміжні властивості за характером спотворень.
Залежно від розмірів зображуваної території в конічних проєкціях є одна або дві паралелі, вздовж яких зберігаються довжини без спотворень. Одна паралель (дотична) приймається при невеликій протяжності за широтою; дві паралелі (січні) — при великій протяжності, для зменшення відхилень масштабу від одиниці. У літературі їх називають стандартними паралелями.

### Азимутальні проєкції
В азимутальних проєкціях паралелі зображуються концентричними колами, а меридіани — пучком прямих, що виходять з центру.
Кути між меридіанами проєкції рівні відповідним різницям довгот. Інтервали між паралелями визначаються прийнятим характером зображення (рівнокутним або іншим) або способом проєктування точок земної поверхні на площину. Нормальна сітка азимутальних проєкцій ортогональна. Їх можна розглядати як окремий випадок конічних проєкцій.
Застосовуються прямі, косі і поперечні азимутальні проєкції. Це визначається широтою центральної точки проєкції, вибір якої залежить від розташування території. Меридіани і паралелі в косих і поперечних проєкціях зображуються кривими лініями, за винятком середнього меридіана, на якому знаходиться центральна точка проєкції. У поперечних проєкціях прямої зображується також екватор: він є другою віссю симетрії.

### Псевдоконічні проєкції
В псевдоконічних проєкціях паралелі зображуються дугами концентричних кіл, один з меридіанів, який зветься середнім — прямою лінією, а решта — кривими, симетричними відносно середнього.
Прикладом псевдоконічної проєкції є рівновелика псевдоконічна проєкція Бонна.

### Псевдоциліндричні проєкції
В псевдоциліндричних проєкціях всі паралелі зображуються паралельними прямими, середній меридіан — прямою лінією, яка перпендикулярна паралелям, а інші меридіани — кривими. Середній меридіан є віссю симетрії проєкції.

### Поліконічні проєкції
В поліконічних проєкціях екватор зображається прямою, а інші паралелі зображаються дугами концентричних кіл. Меридіани зображаються кривими, які симетричні відносно центрального прямого меридіана, який є перпендикулярним до екватору.
Окрім перелічених зустрічаються й інші проєкції, які не відносяться до жодного з видів.